# A Sinner's Repentance
A Sinner's Repentance è un cortometraggio muto del 1909 diretto da Theo Bouwmeester (Theo Frenkel).

## Trama
Un ubriacone torna sulla retta via quando è testimone del drammatico salvataggio ad opera di un chierico di un bambino povero e affamato che stava per essere investito da un autobus.

## Produzione
Il film fu prodotto dalla Hepworth.

## Distribuzione
Distribuito dalla Hepworth, il film - un cortometraggio di 198 metri - uscì nelle sale cinematografiche britanniche nel dicembre 1909.
Si conoscono pochi dati del film che, prodotto dalla Hepworth, fu distrutto nel 1924 dallo stesso produttore, Cecil M. Hepworth. Fallito, in gravissime difficoltà finanziarie, il produttore pensò in questo modo di poter almeno recuperare il nitrato d'argento della pellicola.